# Список Героев Советского Союза (Жабинский — Жучков)
В настоящем списке представлены в алфавитном порядке все Герои Советского Союза, чьи фамилии начинаются с буквы «Ж» (всего 143 человека, в том числе четырежды Герой Советского Союза Г. К. Жуков). Список содержит даты Указов Президиума Верховного Совета СССР о присвоении звания, информацию о роде войск, должности и воинском звании Героев на дату представления к присвоению звания Героя Советского Союза, годах их жизни.
Ударения в фамилиях Героев приведены по книге «Герои Советского Союза: Краткий биографический словарь / Пред. ред. коллегии И. Н. Шкадов. — М.: Воениздат, 1987. — Т. 1 /Абаев — Любичев/. — 911 с. — 100 000 экз. — ISBN отс., Рег. № в РКП 87-95382.».
- Персиковым цветом  в таблице выделены Герои, удостоенные звания дважды и более раз.
- Серым цветом  в таблице выделены Герои, представленные к званию посмертно.

| № п/п | Фамилия Имя Отчество                                                                      | Дата Указа                                  | Род войск                    | Должность | Звание                                                                         | Годы жизни              | БС ГС НЛ                        |
| ----- | ----------------------------------------------------------------------------------------- | ------------------------------------------- | ---------------------------- | --- | ------------------------------------------------------------------------------ | ----------------------- | ------------------------------- |
| 1     | Жаби́нский Дмитрий Иванович укр. Жабинський Дмитро Іванович                                | 26.10.1944                                  | авиация                      | командир эскадрильи 75-го гвардейского штурмового авиационного полка 1-й гвардейской штурмовой авиационной дивизии 8-й воздушной армии 4-го Украинского фронта | гвардии капитан                                                                | 03.02.1920 — 15.02.1945 | [ БС 1 ] [ ГС 1 ] [ НЛ 1 ]      |
| 2     | Жабое́дов Николай Никитович                                                                | 17.10.1943                                  | инженер                      | сапёр сапёрного взвода 985-го стрелкового полка 226-й стрелковой дивизии 60-й армии Центрального фронта | красноармеец                                                                   | 15.12.1910 — 23.04.1983 | [ БС 1 ] [ ГС 2 ] [ НЛ 2 ]      |
| 3     | Жа́воронков Василий Гаврилович                                                             | 18.01.1977                                  | —                            | за заслуги перед Коммунистической партией и Советским государством, большой личный вклад в организацию героической обороны города Тулы в период Великой Отечественной войны | —                                                                              | 10.02.1906 — 09.06.1987 | ——                              |
| 4     | Жага́ла Виктор Макарович укр. Жагала Віктор Макарович                                      | 17.10.1943                                  | артиллерия                   | командир 3-й гвардейской лёгкой артиллерийской бригады 1-й гвардейской артиллерийской дивизии прорыва РГК в составе 60-й армии Центрального фронта | гвардии полковник                                                              | 20.08.1911 — 18.02.1987 | [ БС 1 ] [ ГС 4 ] [ НЛ 3 ]      |
| 5     | Жагренко́в Иван Михайлович                                                                 | 24.03.1945                                  | пехота                       | командир отделения 201-го гвардейского стрелкового полка 67-й гвардейской стрелковой дивизии 6-й гвардейской армии 1-го Прибалтийского фронта | гвардии сержант                                                                | 10.11.1923 — 03.07.1944 | [ БС 2 ] [ ГС 5 ] [ НЛ 4 ]      |
| 6     | Жаде́йкин Максим Степанович                                                                | 10.01.1944                                  | пехота                       | командир отделения роты противотанковых ружей 22-й гвардейской мотострелковой бригады 6-го гвардейского танкового корпуса 3-й гвардейской танковой армии 1-го Украинского фронта | гвардии младший сержант                                                        | 09.08.1914 — 09.01.1944 | [ БС 3 ] [ ГС 6 ] [ НЛ 5 ]      |
| 7     | Жа́дов Алексей Семёнович                                                                   | 06.04.1945                                  | генерал                      | командующий 5-й гвардейской армией 1-го Украинского фронта | гвардии генерал-полковник                                                      | 30.03.1901 — 10.11.1977 | [ БС 3 ] [ ГС 7 ] [ НЛ 6 ]      |
| 8     | Жазы́ков Кужабай каз. Жазықов Қожабай                                                      | 28.04.1945                                  | пехота                       | помощник командира разведывательного взвода 22-й гвардейской отдельной разведывательной роты 25-й гвардейской стрелковой дивизии 7-й гвардейской армии 2-го Украинского фронта | гвардии сержант                                                                | 04.10.1920 — 23.10.1982 | [ БС 3 ] [ ГС 8 ] [ НЛ 7 ]      |
| 9     | Жа́йворон Владимир Игнатьевич укр. Жайворон Володимир Гнатович                             | 24.03.1945                                  | артиллерия                   | командир батареи 103-го миномётного полка 3-й миномётной бригады 7-й артиллерийской дивизии прорыва РГК в составе 46-й армии 2-го Украинского фронта | гвардии капитан                                                                | 03.06.1923 — 05.12.1944 | [ БС 3 ] [ ГС 9 ] [ НЛ 8 ]      |
| 10    | Жаксыгу́лов Садык Шакелович каз. Жақсығұлов Садық Шәкелұлы                                 | 22.02.1944                                  | артиллерия                   | командир миномётного расчёта 209-го гвардейского стрелкового полка 73-й гвардейской стрелковой дивизии 7-й гвардейской армии Степного фронта | гвардии младший сержант                                                        | 07.11.1924 — 30.03.2009 | [ БС 3 ] [ ГС 10 ] [ НЛ 9 ]     |
| 11    | Жалда́к Фёдор Трофимович укр. Жалдак Федір Трохимович                                      | 24.03.1945                                  | пехота                       | пулемётчик 795-го стрелкового полка 228-й стрелковой дивизии 53-й армии 2-го Украинского фронта | красноармеец                                                                   | 1908 — 06.04.1945       | [ БС 3 ] [ ГС 11 ] [ НЛ 10 ]    |
| 12    | Жа́ло Семён Сергеевич укр. Жало Семен Сергійович                                           | 30.10.1943                                  | инженер                      | сапёр сапёрного взвода 43-го стрелкового полка 106-й стрелковой дивизии 65-й армии Центрального фронта | красноармеец                                                                   | 16.04.1918 — 18.10.1997 | [ БС 4 ] [ ГС 12 ] [ НЛ 11 ]    |
| 13    | Жана́ев Дарма Жанаевич бур. Жанын Дарма                                                    | 27.06.1945                                  | инженер                      | начальник инженерной службы 23-й гвардейской мотострелковой бригады 7-го гвардейского танкового корпуса 3-й гвардейской танковой армии 1-го Украинского фронта | гвардии капитан                                                                | 22.10.1907 — 27.04.1945 | [ БС 5 ] [ ГС 13 ] [ НЛ 12 ]    |
| 14    | Жанза́ков Абдулла каз. Жанзақов Абдолла                                                    | 22.07.1944                                  | пехота                       | автоматчик 196-го гвардейского стрелкового полка 67-й гвардейской стрелковой дивизии 6-й гвардейской армии 1-го Прибалтийского фронта | гвардии ефрейтор                                                               | 22.02.1918 — 30.06.1944 | [ БС 5 ] [ ГС 14 ] [ НЛ 13 ]    |
| 15    | Жа́риков Анатолий Максимович                                                               | 16.10.1943                                  | пехота                       | разведчик 151-го стрелкового полка 8-й стрелковой дивизии 13-й армии Центрального фронта | красноармеец                                                                   | 25.12.1920 — 02.08.1979 | [ БС 5 ] [ ГС 15 ] [ НЛ 14 ]    |
| 16    | Жа́риков Иван Алексеевич                                                                   | 31.05.1945                                  | танкист                      | командир 36-й танковой бригады 11-го танкового корпуса 5-й ударной армии 1-го Белорусского фронта | полковник                                                                      | 30.01.1907 — 29.05.1969 | [ БС 5 ] [ ГС 16 ] [ НЛ 15 ]    |
| 17    | Жарко́в Владимир Петрович                                                                  | 01.11.1943                                  | пехота                       | пулемётчик 262-го гвардейского стрелкового полка 87-й гвардейской стрелковой дивизии 2-й гвардейской армии Южного фронта | гвардии красноармеец                                                           | 06.01.1924 — 01.10.1943 | [ БС 5 ] [ ГС 17 ] [ НЛ 16 ]    |
| 18    | Жа́ров Сергей Петрович                                                                     | 22.02.1944                                  | пехота                       | командир роты противотанковых ружей 182-го гвардейского стрелкового полка 62-й гвардейской стрелковой дивизии 37-й армии Степного фронта | гвардии старший лейтенант                                                      | 08.09.1912 — 09.12.1999 | [ БС 5 ] [ ГС 18 ] [ НЛ 17 ]    |
| 19    | Жа́ров Фёдор Тимофеевич                                                                    | 17.10.1943                                  | пехота                       | командир пулемётной роты 985-го стрелкового полка 226-й стрелковой дивизии 60-й армии Центрального фронта | старший лейтенант                                                              | 1907 — 27.09.1943       | [ БС 5 ] [ ГС 19 ] [ НЛ 18 ]    |
| 20    | Жарчи́нский Фёдор Иванович укр. Жарчинський Федір Іванович                                 | 27.06.1945                                  | танкист                      | помощник начальника штаба по разведке 51-го гвардейского танкового полка 10-й гвардейской механизированной бригады 5-го гвардейского механизированного корпуса 4-й гвардейской танковой армии 1-го Украинского фронта | гвардии старший лейтенант                                                      | 01.07.1914 — 21.04.1945 | [ БС 5 ] [ ГС 20 ] [ НЛ 19 ]    |
| 21    | Жба́нов Михаил Евлампиевич                                                                 | 29.10.1943                                  | артиллерия                   | командир огневого взвода истребительно-противотанковой батареи 520-го стрелкового полка 167-й стрелковой дивизии 38-й армии Воронежского фронта | старший сержант                                                                | 24.11.1909 — 10.08.1993 | [ БС 6 ] [ ГС 21 ] [ НЛ 20 ]    |
| 22    | Жги́ров Филипп Ерофеевич бел. Жгіроў Піліп Ерафеевіч                                       | 15.01.1944                                  | пехота                       | начальник штаба 221-го гвардейского стрелкового полка 77-й гвардейской стрелковой дивизии 61-й армии Центрального фронта | гвардии майор                                                                  | 11.11.1911 — 20.01.1998 | [ БС 6 ] [ ГС 22 ] [ НЛ 21 ]    |
| 23    | Жда́нов Алексей Митрофанович                                                               | 24.03.1945                                  | пехота                       | командир батальона 287-го стрелкового полка 51-й стрелковой дивизии 6-й гвардейской армии 1-го Прибалтийского фронта | майор                                                                          | 17.03.1917 — 15.07.1944 | [ БС 6 ] [ ГС 23 ] [ НЛ 22 ]    |
| 24    | Жда́нов Владимир Иванович                                                                  | 13.09.1944                                  | генерал                      | командир 4-го гвардейского механизированного корпуса 3-го Украинского фронта | гвардии генерал-майор                                                          | 29.04.1902 — 19.10.1964 | [ БС 6 ] [ ГС 24 ] [ НЛ 23 ]    |
| 25    | Жда́нов Ефим Афанасьевич                                                                   | 20.12.1943                                  | пехота                       | командир взвода пешей разведки 267-го гвардейского стрелкового полка 89-й гвардейской стрелковой дивизии 37-й армии Степного фронта | гвардии лейтенант                                                              | 07.01.1912 — 30.07.1949 | [ БС 6 ] [ ГС 25 ] [ НЛ 24 ]    |
| 26    | Жда́нов Павел Ильич бел. Жданаў Павел Ілліч                                                | 16.10.1943                                  | пехота                       | командир 310-го стрелкового полка 8-й стрелковой дивизии 13-й армии Центрального фронта | подполковник                                                                   | 16.01.1903 — 30.08.1986 | [ БС 6 ] [ ГС 26 ] [ НЛ 25 ]    |
| 27    | Жда́новский Леонид Александрович                                                           | 28.04.1945                                  | танкист                      | командир танкового батальона 27-й гвардейской отдельной танковой бригады 7-й гвардейской армии 2-го Украинского фронта | гвардии капитан                                                                | 01.06.1918 — 02.12.1978 | [ БС 6 ] [ ГС 27 ] [ НЛ 26 ]    |
| 28    | Жева́рченков Александр Андреевич                                                           | 27.02.1945                                  | пехота                       | помощник командира взвода 267-го гвардейского стрелкового полка 89-й гвардейской стрелковой дивизии 5-й ударной армии 1-го Белорусского фронта | гвардии сержант                                                                | 09.04.1919 — 03.02.2002 | [ БС 7 ] [ ГС 28 ] [ НЛ 27 ]    |
| 29    | Жега́лов Леонид Васильевич                                                                 | 27.02.1945                                  | танкист                      | командир танкового батальона 49-й гвардейской танковой бригады 12-го гвардейского танкового корпуса 2-й гвардейской танковой армии 1-го Белорусского фронта | гвардии майор                                                                  | 06.02.1913 — 20.08.1987 | [ БС 8 ] [ ГС 29 ] [ НЛ 28 ]    |
| 30    | Жеже́ря Александр Ефимович укр. Жежеря Олександр Юхимович                                  | 13.09.1944                                  | пехота                       | командир пулемётного расчёта 289-го гвардейского стрелкового полка 97-й гвардейской стрелковой дивизии 5-й гвардейской армии 2-го Украинского фронта | гвардии сержант                                                                | 30.05.1910 — 13.08.1944 | [ БС 8 ] [ ГС 30 ] [ НЛ 29 ]    |
| 31    | Желвако́в Иван Михайлович                                                                  | 05.11.1944                                  | морской флот                 | командир звена 2-го дивизиона торпедных катеров бригады торпедных катеров Северного флота | старший лейтенант                                                              | 03.03.1918 — 04.02.1952 | [ БС 8 ] [ ГС 31 ] [ НЛ 30 ]    |
| 32    | Желе́зный Николай Яковлевич укр. Желєзний Микола Якович                                    | 31.05.1945                                  | пехота                       | командир батальона 986-го стрелкового полка 230-й стрелковой дивизии 9-го стрелкового корпуса 5-й ударной армии 1-го Белорусского фронта | майор                                                                          | 09.05.1910 — 19.05.1974 | [ БС 8 ] [ ГС 32 ] [ НЛ 31 ]    |
| 33    | Желе́зный Спартак Авксентьевич                                                             | 31.03.1943                                  | комиссар                     | военный комиссар разведывательной роты 465-го отдельного разведывательного батальона 383-й стрелковой дивизии 18-й армии Южного фронта | политрук                                                                       | 1912 — 10.12.1941       | [ БС 8 ] [ ГС 33 ] [ НЛ 32 ]    |
| 34    | Железняко́в Пётр Филиппович                                                                | 27.06.1945                                  | авиация                      | командир эскадрильи 108-го гвардейского штурмового авиационного полка 6-й гвардейской штурмовой авиационной дивизии 2-го гвардейского штурмового авиационного корпуса 2-й воздушной армии 1-го Украинского фронта | гвардии капитан                                                                | 07.11.1918 — 25.09.1951 | [ БС 8 ] [ ГС 34 ] [ НЛ 33 ]    |
| 35    | Желно́в Фёдор Георгиевич                                                                   | 10.01.1944                                  | артиллерия                   | наводчик орудия 676-го артиллерийского полка 232-й стрелковой дивизии 38-й армии Воронежского фронта | сержант                                                                        | 15.02.1923 — 20.12.1980 | [ БС 8 ] [ ГС 35 ] [ НЛ 34 ]    |
| 36    | Же́лтиков Павел Георгиевич                                                                 | 22.02.1944                                  | артиллерия                   | командир отделения разведки дивизиона 247-го гвардейского артиллерийского полка 110-й гвардейской стрелковой дивизии 37-й армии Степного фронта | гвардии сержант                                                                | 30.06.1919 — 23.03.1996 | [ БС 9 ] [ ГС 36 ] [ НЛ 35 ]    |
| 37    | Желто́брюх Иосиф Трофимович укр. Желтобрюх Йосип Трохимович                                | 24.03.1945                                  | пехота                       | командир роты 1-й гвардейской отдельной мотострелковой бригады 1-го гвардейского танкового корпуса 65-й армии 1-го Белорусского фронта | гвардии лейтенант                                                              | 15.09.1914 — 14.02.1958 | [ БС 10 ] [ ГС 37 ] [ НЛ 36 ]   |
| 38    | Желто́в Аким Венедиктович                                                                  | 26.10.1943                                  | инженер                      | сапёр 387-го отдельного сапёрного батальона 213-й стрелковой дивизии 7-й гвардейской армии Степного фронта | красноармеец                                                                   | 14.09.1906 — 01.01.1980 | [ БС 10 ] [ ГС 38 ] [ НЛ 37 ]   |
| 39    | Желто́в Алексей Сергеевич                                                                  | 21.02.1978                                  | генерал                      | военный консультант Группы генеральных инспекторов Министерства обороны СССР | генерал-полковник                                                              | 28.08.1904 — 29.10.1991 | ——                              |
| 40    | Желтопля́сов Иван Фёдорович укр. Желтоплясов Іван Федорович                                | 24.03.1945                                  | пехота                       | командир отделения пулемётной роты 498-го стрелкового полка 132-й стрелковой дивизии 129-го стрелкового корпуса 47-й армии 1-го Белорусского фронта | младший сержант                                                                | 05.01.1925 — 08.11.1990 | [ БС 10 ] [ ГС 40 ] [ НЛ 38 ]   |
| 41    | Желту́хин Пётр Николаевич                                                                  | 23.02.1945                                  | авиация                      | командир эскадрильи 136-го гвардейского штурмового авиационного полка 1-й гвардейской штурмовой авиационной дивизии 1-й воздушной армии 3-го Белорусского фронта | гвардии майор                                                                  | 21.11.1916 — 23.03.1971 | [ БС 11 ] [ ГС 41 ] [ НЛ 39 ]   |
| 42    | Жемчу́жников Иван Иванович                                                                 | 26.10.1943                                  | инженер                      | командир 47-го отдельного инженерно-сапёрного батальона 60-й инженерно-сапёрной бригады 7-й гвардейской армии Степного фронта | майор                                                                          | 04.02.1918 — 28.09.1992 | [ БС 12 ] [ ГС 42 ] [ НЛ 40 ]   |
| 43    | Женче́нко Владимир Васильевич                                                              | 01.11.1943                                  | пехота                       | командир взвода 960-го стрелкового полка 299-й стрелковой дивизии 53-й армии Степного фронта | лейтенант                                                                      | 15.07.1917 — 07.09.1965 | [ БС 12 ] [ ГС 43 ] [ НЛ 41 ]   |
| 44    | Же́рдев Николай Прокофьевич                                                                | 17.11.1939                                  | авиация                      | командир эскадрильи 70-го истребительного авиационного полка 100-й смешанной авиационной бригады 1-й армейской группы | капитан                                                                        | 05.05.1911 — 15.11.1942 | ——                              |
| 45    | Жерди́й Евгений Николаевич укр. Жердій Євген Миколайович                                   | 05.11.1942                                  | авиация                      | командир звена 273-го истребительного авиационного полка 268-й истребительной авиационной дивизии 8-й воздушной армии Юго-Западного фронта | лейтенант                                                                      | 03.04.1918 — 14.07.1942 | [ БС 12 ] [ ГС 45 ] [ НЛ 42 ]   |
| 46    | Жереби́лов Дмитрий Абрамович укр. Жеребилов Дмитро Абрамович                               | 27.02.1945                                  | пехота                       | командир взвода пешей разведки 738-го стрелкового полка 134-й стрелковой дивизии 69-й армии 1-го Белорусского фронта | старшина                                                                       | 15.08.1920 — 07.11.1972 | [ БС 12 ] [ ГС 46 ] [ НЛ 43 ]   |
| 47    | Жере́бин Дмитрий Сергеевич                                                                 | 29.05.1945                                  | генерал                      | командир 32-го стрелкового корпуса 5-й ударной армии 1-го Белорусского фронта | генерал-лейтенант                                                              | 23.02.1906 — 27.06.1982 | [ БС 12 ] [ ГС 47 ] [ НЛ 44 ]   |
| 48    | Жеребцо́в Василий Григорьевич                                                              | 17.10.1943                                  | пехота                       | заместитель командира 987-го стрелкового полка 226-й стрелковой дивизии 24-го стрелкового корпуса 60-й армии Центрального фронта | майор                                                                          | 08.03.1915 — 29.08.1943 | [ БС 13 ] [ ГС 48 ] [ НЛ 45 ]   |
| 49    | Жеребцо́в Василий Семёнович                                                                | 21.02.1945                                  | артиллерия                   | наводчик орудия 786-го лёгкого артиллерийского полка 46-й лёгкой артиллерийской бригады 12-й артиллерийской дивизии 4-го артиллерийского корпуса прорыва РГК в составе 69-й армии 1-го Белорусского фронта | младший сержант                                                                | 03.01.1924 — 05.05.1975 | [ БС 14 ] [ ГС 49 ] [ НЛ 46 ]   |
| 50    | Жеребцо́в Иван Иванович                                                                    | 13.09.1944                                  | десантники                   | командир отделения 12-го гвардейского воздушно-десантного полка 4-й гвардейской воздушно-десантной дивизии 40-й армии 1-го Украинского фронта | гвардии старший сержант                                                        | 1912 — 27.01.1944       | [ БС 14 ] [ ГС 50 ] [ НЛ 47 ]   |
| 51    | Жеребцо́в Иван Кузьмич                                                                     | 24.03.1945                                  | пехота                       | командир 183-й отдельной разведывательной роты 156-й стрелковой дивизии 43-й армии 1-го Прибалтийского фронта | старший лейтенант                                                              | 22.12.1917 — 24.12.1995 | [ БС 14 ] [ ГС 51 ] [ НЛ 48 ]   |
| 52    | Же́стков Александр Иванович                                                                | 05.11.1944                                  | авиация                      | командир звена 5-го гвардейского минно-торпедного авиационного полка 1-й минно-торпедной авиационной дивизии ВВС Черноморского флота | гвардии старший лейтенант                                                      | 28.08.1918 — 21.07.2002 | [ БС 14 ] [ ГС 52 ] [ НЛ 49 ]   |
| 53    | Же́стков Александр Петрович                                                                | 24.03.1945                                  | пехота                       | командир пулемётного взвода 279-го гвардейского стрелкового полка 91-й гвардейской стрелковой дивизии 39-й армии 3-го Белорусского фронта | гвардии лейтенант                                                              | 26.07.1922 — 25.06.1944 | [ БС 14 ] [ ГС 53 ] [ НЛ 50 ]   |
| 54    | Жи́вков Тодор Христов болг. Живков Тодор Христов                                           | 31.05.1977                                  | —                            | первый секретарь Центрального Комитета Болгарской коммунистической партии, председатель Государственного совета Народной Республики Болгарии, член Национального совета Отечественного фронта | —                                                                              | 07.09.1911 — 05.08.1998 | ——                              |
| 55    | Жи́вов Анатолий Павлович                                                                   | 23.09.1944                                  | связисты                     | телефонист взвода связи 827-го стрелкового полка 302-й стрелковой дивизии 60-й армии 1-го Украинского фронта | красноармеец                                                                   | 08.03.1925 — 04.04.1944 | [ БС 14 ] [ ГС 55 ] [ НЛ 51 ]   |
| 56    | Живолу́п Михаил Андреевич укр. Живолуп Михайло Андрійович                                  | 28.09.1943                                  | авиация                      | командир 126-го гвардейского бомбардировочного авиационного полка 4-й гвардейской бомбардировочной авиационной дивизии 1-го гвардейского бомбардировочного авиационного корпуса 1-й воздушной армии Западного фронта | гвардии подполковник                                                           | 22.07.1909 — 11.06.1991 | [ БС 16 ] [ ГС 56 ] [ НЛ 52 ]   |
| 57    | Жи́гарев Иосиф Семёнович                                                                   | 31.05.1945                                  | артиллерия                   | командир 30-й гвардейской армейской пушечной артиллерийской бригады 47-й армии 1-го Белорусского фронта | гвардии полковник                                                              | 22.09.1906 — 29.11.1983 | [ БС 17 ] [ ГС 57 ] [ НЛ 53 ]   |
| 58    | Жига́рин Фёдор Александрович                                                               | 08.09.1943                                  | авиация                      | командир эскадрильи 299-го штурмового авиационного полка 290-й штурмовой авиационной дивизии 3-го смешанного авиационного корпуса 17-й воздушной армии Юго-Западного фронта | старший лейтенант                                                              | 21.09.1920 — 16.11.1981 | [ БС 17 ] [ ГС 58 ] [ НЛ 54 ]   |
| 59    | Жигуле́нко Евгения Андреевна                                                               | 23.02.1945                                  | авиация                      | командир звена 46-го гвардейского ночного бомбардировочного авиационного полка 325-й ночной бомбардировочной авиационной дивизии 4-й воздушной армии 2-го Белорусского фронта | гвардии лейтенант                                                              | 01.12.1920 — 27.02.1994 | [ БС 17 ] [ ГС 59 ] [ НЛ 55 ]   |
| 60    | Жигулёнков Борис Васильевич                                                               | 26.10.1944                                  | авиация                      | заместитель командира эскадрильи 178-го гвардейского истребительного авиационного полка 14-й гвардейской истребительной авиационной дивизии 3-го гвардейского истребительного авиационного корпуса 5-й воздушной армии 2-го Украинского фронта | гвардии старший лейтенант                                                      | 02.05.1922 — 16.11.1944 | [ БС 17 ] [ ГС 60 ] [ НЛ 56 ]   |
| 61    | Жигу́льский Кирилл Матвеевич                                                               | 29.06.1945                                  | инженер                      | катерист 87-го отдельного моторизованного понтонно-мостового батальона 65-й армии 2-го Белорусского фронта | красноармеец                                                                   | 18.03.1914 — 14.08.1984 | [ БС 17 ] [ ГС 61 ] [ НЛ 57 ]   |
| 62    | Жигуно́в Владимир Романович бел. Жыгуноў Уладзімір Раманавіч                               | 27.06.1945                                  | авиация                      | командир звена 140-го гвардейского штурмового авиационного полка 8-й гвардейской штурмовой авиационной дивизии 1-го гвардейского штурмового авиационного корпуса 2-й воздушной армии 1-го Украинского фронта | гвардии лейтенант                                                              | 09.04.1920 — 16.05.2000 | [ БС 17 ] [ ГС 62 ] [ НЛ 58 ]   |
| 63    | Жи́дких Александр Петрович                                                                 | 30.10.1943                                  | инженер                      | сапёр 233-го отдельного сапёрного батальона 149-й стрелковой дивизии 65-й армии Центрального фронта | красноармеец                                                                   | 08.07.1925 — 06.11.1976 | [ БС 18 ] [ ГС 63 ] [ НЛ 59 ]   |
| 64    | Жидко́в Иван Андреевич                                                                     | 24.03.1945                                  | пехота                       | командир моторизованного батальона автоматчиков 23-й танковой бригады 9-го танкового корпуса 33-й армии 1-го Белорусского фронта | майор                                                                          | 25.10.1914 — 22.01.1945 | [ БС 19 ] [ ГС 64 ] [ НЛ 60 ]   |
| 65    | Жидко́в Иван Сергеевич                                                                     | 10.04.1945                                  | пехота                       | командир взвода 416-го стрелкового полка 112-й стрелковой дивизии 13-й армии 1-го Украинского фронта | лейтенант                                                                      | 26.11.1923 — 04.08.1977 | [ БС 19 ] [ ГС 65 ] [ НЛ 61 ]   |
| 66    | Жидко́в Пётр Анфимович                                                                     | 10.01.1944                                  | нквд                         | оперуполномоченный отделения контрразведки «СМЕРШ» мотострелкового батальона 71-й механизированной бригады 9-го механизированного корпуса 3-й гвардейской танковой армии 1-го Украинского фронта | старший лейтенант государственной безопасности                                 | 21.06.1904 — 06.11.1943 | [ БС 19 ] [ ГС 66 ] [ НЛ 62 ]   |
| 67    | Жидо́в Георгий Никонорович                                                                 | 14.02.1943                                  | авиация                      | командир эскадрильи 123-го истребительного авиационного полка 7-го истребительного авиационного корпуса Ленинградской армии ПВО | капитан                                                                        | 20.02.1916 — 11.04.1974 | [ БС 19 ] [ ГС 67 ] [ НЛ 63 ]   |
| 68    | Жижку́н Алексей Петрович укр. Жижкун Олексій Петрович                                      | 24.03.1945                                  | пехота                       | командир пулемётной роты 83-го гвардейского стрелкового полка 27-й гвардейской стрелковой дивизии 8-й гвардейской армии 1-го Белорусского фронта | гвардии лейтенант                                                              | 23.03.1923 — 29.01.1945 | [ БС 19 ] [ ГС 68 ] [ НЛ 64 ]   |
| 69    | Жила́ Фёдор Никитович укр. Жила Федір Микитович                                            | 13.09.1944                                  | пехота                       | командир отделения 105-го гвардейского стрелкового полка 34-й гвардейской стрелковой дивизии 46-й армии 3-го Украинского фронта | гвардии сержант                                                                | 20.12.1923 — 18.09.1991 | [ БС 19 ] [ ГС 69 ] [ НЛ 65 ]   |
| 70    | Жи́лин Александр Иванович                                                                  | 15.01.1944                                  | пехота                       | пулемётчик 37-го гвардейского стрелкового полка 12-й гвардейской стрелковой дивизии 61-й армии Центрального фронта | гвардии красноармеец                                                           | 04.08.1899 — 14.03.1944 | [ БС 19 ] [ ГС 70 ] [ НЛ 66 ]   |
| 71    | Жи́лин Василий Иванович                                                                    | 24.03.1945                                  | пехота                       | старшина роты 199-го гвардейского стрелкового полка 67-й гвардейской стрелковой дивизии 6-й гвардейской армии 1-го Прибалтийского фронта | гвардии старшина                                                               | 20.08.1915 — 24.07.1947 | [ БС 20 ] [ ГС 71 ] [ НЛ 67 ]   |
| 72    | Жи́лин Егор Павлович                                                                       | 02.08.1944                                  | танкист                      | командир взвода танков Т-34 56-го отдельного танкового полка 6-го гвардейского механизированного корпуса 4-й танковой армии 1-го Украинского фронта | гвардии младший лейтенант                                                      | 20.07.1921 — 30.07.1944 | [ БС 21 ] [ ГС 72 ] [ НЛ 68 ]   |
| 73    | Жи́лкин Дмитрий Васильевич                                                                 | 27.02.1945                                  | пехота                       | командир роты 231-го гвардейского стрелкового полка 75-й гвардейской стрелковой дивизии 61-й армии 1-го Белорусского фронта | гвардии старший лейтенант                                                      | 1907 — 03.11.1966       | [ БС 21 ] [ ГС 73 ] [ НЛ 69 ]   |
| 74    | Жильцо́в Василий Маркович укр. Жильцов Василь Маркович                                     | 22.07.1944                                  | морской флот                 | командир звена торпедных катеров 1-го отряда торпедных катеров 1-го гвардейского дивизиона торпедных катеров бригады торпедных катеров Балтийского флота | гвардии старший лейтенант                                                      | 29.11.1909 — 16.12.1976 | [ БС 21 ] [ ГС 74 ] [ НЛ 70 ]   |
| 75    | Жильцо́в Лев Михайлович                                                                    | 20.07.1962                                  | морской флот                 | командир атомной подводной лодки «К-3» 3-й дивизии подводных лодок Иоканьгской военно-морской базы Северного флота | капитан 2-го ранга                                                             | 02.02.1928 — 28.02.1996 | ——                              |
| 76    | Жиля́ев Константин Павлович                                                                | 01.07.1944                                  | артиллерия                   | наводчик орудия отдельного артиллерийского дивизиона 248-й курсантской стрелковой бригады 60-й армии 1-го Украинского фронта | младший сержант                                                                | 21.05.1923 — 27.05.1977 | [ БС 21 ] [ ГС 76 ] [ НЛ 71 ]   |
| 77    | Жи́харев Василий Дмитриевич                                                                | 13.04.1944                                  | авиация                      | командир эскадрильи 74-го гвардейского штурмового авиационного полка 1-й гвардейской штурмовой авиационной дивизии 8-й воздушной армии 4-го Украинского фронта | гвардии майор                                                                  | 01.01.1908 — 10.08.1979 | [ БС 21 ] [ ГС 77 ] [ НЛ 72 ]   |
| 78    | Жи́харев Николай Андреевич                                                                 | 10.01.1944                                  | танкист                      | командир танка Т-34 288-го танкового батальона 52-й гвардейской танковой бригады 6-го гвардейского танкового корпуса 3-й гвардейской танковой армии 1-го Украинского фронта | гвардии лейтенант                                                              | 22.11.1915 — 23.02.1983 | [ БС 22 ] [ ГС 78 ] [ НЛ 73 ]   |
| 79    | Жма́ев Николай Романович                                                                   | 27.06.1945                                  | авиация                      | начальник связи эскадрильи 36-го гвардейского бомбардировочного авиационного полка 202-й бомбардировочной авиационной дивизии 4-го бомбардировочного авиационного корпуса 2-й воздушной армии 1-го Украинского фронта | гвардии старшина                                                               | 08.05.1916 — 12.12.2000 | [ БС 23 ] [ ГС 79 ] [ НЛ 74 ]   |
| 80    | Жма́кин Василий Павлович                                                                   | 27.06.1945                                  | артиллерия                   | командир 384-го гвардейского тяжёлого самоходно-артиллерийского полка 7-го гвардейского танкового корпуса 3-й гвардейской танковой армии 1-го Украинского фронта | гвардии полковник                                                              | 27.12.1898 — 20.05.1963 | [ БС 23 ] [ ГС 80 ] [ НЛ 75 ]   |
| 81    | Жмаче́нко Филипп Феодосьевич (Жмаченко Филипп Федосеевич) укр. Жмаченко Пилип Феодосійович | 25.10.1943                                  | генерал                      | командующий 47-й армией Воронежского фронта | генерал-майор                                                                  | 26.11.1895 — 19.06.1966 | [ БС 23 ] [ ГС 81 ] [ НЛ 76 ]   |
| 82    | Жмурко́ Иван Матвеевич укр. Жмурко Іван Матвійович                                         | 15.05.1946                                  | авиация                      | штурман эскадрильи 35-го гвардейского бомбардировочного авиационного полка 5-й гвардейской бомбардировочной авиационной дивизии 5-го гвардейского бомбардировочного авиационного корпуса 15-й воздушной армии Ленинградского фронта | гвардии капитан                                                                | 29.08.1914 — 04.08.1955 | [ БС 23 ] [ ГС 82 ] [ НЛ 77 ]   |
| 83    | Жмуро́вский Дмитрий Петрович бел. Жмуроўскі Дзмітрый Пятровіч                              | 13.09.1944                                  | пехота                       | пулемётчик 936-го стрелкового полка 254-й стрелковой дивизии 52-й армии 2-го Украинского фронта | красноармеец                                                                   | 10.01.1918 — 30.06.2010 | [ БС 23 ] [ ГС 83 ] [ НЛ 78 ]   |
| 84    | Жо́гин Селиверст Евдокимович                                                               | 10.01.1944                                  | пехота                       | командир взвода противотанковых ружей 520-го стрелкового полка 167-й стрелковой дивизии 38-й армии 1-го Украинского фронта | младший лейтенант                                                              | 1912 — 16.07.1944       | [ БС 24 ] [ ГС 84 ] [ НЛ 79 ]   |
| 85    | Жо́гов Семён Григорьевич                                                                   | 29.06.1945                                  | кавалерия                    | разведчик-комсорг сводного кавалерийского эскадрона 354-й стрелковой дивизии 105-го стрелкового корпуса 65-й армии 2-го Белорусского фронта | ефрейтор                                                                       | 17.11.1923 — 22.04.1988 | [ БС 25 ] [ ГС 85 ] [ НЛ 80 ]   |
| 86    | Жо́лоб Степан Михайлович                                                                   | 11.04.1940                                  | комиссар                     | политрук роты 679-го стрелкового полка 113-й стрелковой дивизии 7-й армии Северо-Западного фронта | младший политрук                                                               | 14.04.1917 — 06.05.1964 | [ БС 25 ] [ ГС 86 ] [ НЛ 81 ]   |
| 87    | Жо́лобов Виталий Михайлович                                                                | 01.09.1976                                  | космонавт                    | бортинженер космического корабля «Союз-21» и орбитальной станции «Салют-5» | полковник-инженер                                                              | род. 18.06.1937         | ——                              |
| 88    | Жо́лудев Виктор Григорьевич                                                                | 11.11.1944                                  | генерал                      | командир 35-го стрелкового корпуса 3-й армии 2-го Белорусского фронта | генерал-майор                                                                  | 22.03.1905 — 21.07.1944 | [ БС 25 ] [ ГС 88 ] [ НЛ 82 ]   |
| 89    | Жо́лудев Леонид Васильевич                                                                 | 18.08.1945                                  | авиация                      | командир эскадрильи 35-го гвардейского бомбардировочного авиационного полка 5-й гвардейской бомбардировочной авиационной дивизии 1-го гвардейского бомбардировочного авиационного корпуса 15-й воздушной армии 2-го Прибалтийского фронта | гвардии капитан                                                                | 27.05.1917 — 22.06.1997 | [ БС 25 ] [ ГС 89 ] [ НЛ 83 ]   |
| 90    | Жо́лудев Наум Ильич                                                                        | 20.12.1943                                  | артиллерия                   | командир миномётного расчёта 273-го гвардейского стрелкового полка 89-й гвардейской стрелковой дивизии 37-й армии Степного фронта | гвардии младший сержант                                                        | 13.01.1922 — 09.12.1985 | [ БС 25 ] [ ГС 90 ] [ НЛ 84 ]   |
| 91    | Жо́ров Семён Васильевич                                                                    | 18.08.1945                                  | авиация                      | старший лётчик 569-го штурмового авиационного полка 199-й штурмовой авиационной дивизии 4-го штурмового авиационного корпуса 4-й воздушной армии 2-го Белорусского фронта | младший лейтенант                                                              | 12.10.1922 — 06.06.1987 | [ БС 26 ] [ ГС 91 ] [ НЛ 85 ]   |
| 92    | Жува́син Павел Алексеевич                                                                  | 22.02.1944                                  | пехота                       | помощник командира взвода автоматчиков 307-го гвардейского стрелкового полка 110-й гвардейской стрелковой дивизии 37-й армии Степного фронта | гвардии старший сержант                                                        | 1908 — 04.10.1944       | [ БС 27 ] [ ГС 92 ] [ НЛ 86 ]   |
| 93    | Жуга́н Николай Павлович укр. Жуган Микола Павлович                                         | 19.08.1944                                  | авиация                      | командир звена 10-го гвардейского авиационного полка 3-й гвардейской авиационной дивизии 3-го гвардейского авиационного корпуса Авиации дальнего действия | гвардии капитан                                                                | 23.02.1917 — 22.06.2017 | [ БС 27 ] [ ГС 93 ] [ НЛ 87 ]   |
| 94    | Жу́дов Иван Егорович                                                                       | 24.03.1945                                  | пехота                       | командир взвода 1270-го стрелкового полка 385-й стрелковой дивизии 50-й армии 2-го Белорусского фронта | младший лейтенант                                                              | 10.05.1921 — 26.02.1945 | [ БС 27 ] [ ГС 94 ] [ НЛ 88 ]   |
| 95    | Жужо́ма Николай Иванович укр. Жужома Микола Іванович                                       | 22.02.1944                                  | артиллерия                   | командир огневого взвода 130-го отдельного истребительно-противотанкового дивизиона 254-й стрелковой дивизии 52-й армии 2-го Украинского фронта | старший сержант                                                                | 10.01.1922 — 24.09.1981 | [ БС 27 ] [ ГС 95 ] [ НЛ 89 ]   |
| 96    | Жужу́кин Иван Фёдорович                                                                    | 10.04.1945                                  | танкист                      | командир танка 28-го гвардейского отдельного тяжёлого танкового полка 6-го гвардейского механизированного корпуса 4-й танковой армии 1-го Украинского фронта | гвардии младший лейтенант                                                      | 29.11.1924 — 16.09.2000 | [ БС 27 ] [ ГС 96 ] [ НЛ 90 ]   |
| 97    | Жук Александр Афанасьевич бел. Жук Аляксандр Апанасавіч                                   | 29.06.1945                                  | пехота                       | командир 342-го стрелкового полка 136-й стрелковой дивизии 70-й армии 2-го Белорусского фронта | подполковник                                                                   | 31.12.1918 — 18.07.1983 | [ БС 27 ] [ ГС 97 ] [ НЛ 91 ]   |
| 98    | Жука́нов Николай Антонович                                                                 | 18.08.1945                                  | авиация                      | командир звена 783-го штурмового авиационного полка 199-й штурмовой авиационной дивизии 4-го штурмового авиационного корпуса 4-й воздушной армии 2-го Белорусского фронта | младший лейтенант                                                              | 01.01.1922 — 26.04.1990 | [ БС 27 ] [ ГС 98 ] [ НЛ 92 ]   |
| 99    | Жу́ков Александр Петрович                                                                  | 10.01.1944                                  | десантники                   | командир батальона 9-го гвардейского воздушно-десантного полка 4-й гвардейской воздушно-десантной дивизии 13-й армии Центрального фронта | гвардии капитан                                                                | 1915 — 10.07.1943       | [ БС 28 ] [ ГС 99 ] [ НЛ 93 ]   |
| 100   | Жу́ков Андрей Васильевич                                                                   | 28.04.1945                                  | танкист                      | командир 63-й механизированной бригады 7-го механизированного корпуса 2-го Украинского фронта | полковник                                                                      | 01.11.1900 — 04.01.1970 | [ БС 29 ] [ ГС 100 ] [ НЛ 94 ]  |
| 101   | Жу́ков Валентин Семёнович                                                                  | 24.12.1943                                  | кавалерия                    | командир орудия 53-го гвардейского кавалерийского полка 15-й гвардейской кавалерийской дивизии 7-го гвардейского кавалерийского корпуса 61-й армии Центрального фронта | гвардии старший сержант                                                        | 01.02.1916 — 18.05.1968 | [ БС 29 ] [ ГС 101 ] [ НЛ 95 ]  |
| 102   | Жу́ков Василий Алексеевич                                                                  | 22.02.1944                                  | пехота                       | командир батальона 204-го гвардейского стрелкового полка 69-й гвардейской стрелковой дивизии 4-й гвардейской армии Степного фронта | гвардии капитан                                                                | 25.03.1910 — 16.06.1957 | [ БС 29 ] [ ГС 102 ] [ НЛ 96 ]  |
| 103   | Жу́ков Василий Егорович                                                                    | 24.12.1943                                  | артиллерия                   | наводчик орудия 59-го артиллерийского полка 30-й стрелковой дивизии 47-й армии Воронежского фронта | красноармеец                                                                   | 15.03.1918 — 08.11.1997 | [ БС 29 ] [ ГС 103 ] [ НЛ 97 ]  |
| 104   | Жу́ков Василий Петрович                                                                    | 24.03.1945                                  | пехота                       | командир пулемётного расчёта 1090-го стрелкового полка 323-й стрелковой дивизии 3-й армии 2-го Белорусского фронта | старший сержант                                                                | 1922 — 12.07.1944       | [ БС 29 ] [ ГС 104 ] [ НЛ 98 ]  |
| 105   | Жу́ков Василий Фролович                                                                    | 24.03.1945                                  | пехота                       | командир роты 82-го гвардейского стрелкового полка 32-й гвардейской стрелковой дивизии Приморской армии 4-го Украинского фронта | гвардии лейтенант                                                              | 1914 — 09.05.1944       | [ БС 29 ] [ ГС 105 ] [ НЛ 99 ]  |
| 106   | Жу́ков Владимир Александрович                                                              | 27.02.1945                                  | танкист                      | командир танкового батальона 1-й гвардейской танковой бригады 8-го гвардейского механизированного корпуса 1-й гвардейской танковой армии 1-го Белорусского фронта | гвардии майор                                                                  | 01.08.1922 — 23.04.1945 | [ БС 30 ] [ ГС 106 ] [ НЛ 100 ] |
| 107   | Жу́ков Георгий Иванович                                                                    | 24.03.1945                                  | пехота                       | командир батальона 1210-го стрелкового полка 362-й стрелковой дивизии 33-й армии 1-го Белорусского фронта | майор                                                                          | 25.03.1913 — 18.03.1994 | [ БС 31 ] [ ГС 107 ] [ НЛ 101 ] |
| 108   | Жу́ков Георгий Константинович                                                              | 29.08.1939 29.07.1944 01.06.1945 01.12.1956 | генерал маршал маршал маршал | С 6 июня 1939 года по апрель 1940 года командующий 1-й армейской группой советских войск в Монгольской Народной Республике. В годы Великой Отечественной войны командовал войсками Резервного, Ленинградского (10.09.1941 — 10.10.1941), Западного (10.10.1941 — 26.08.1942), 1-го Украинского (01.03.1944 — 16.05.1944) и 1-го Белорусского (16.11.1944 — 10.06.1945) фронтов, член Ставки Верховного Главнокомандования. С 26 августа 1942 года по июнь 1945 года 1-й заместитель наркома обороны и заместитель Верховного главнокомандующего. 18 января 1943 года генералу армии Жукову первому в годы Великой Отечественной войны было присвоено высшее воинское звание — Маршал Советского Союза. С 10 июня 1945 года по 21 марта 1946 года главнокомандующий Группой советских войск в Германии и главноначальствующий Советской военной администрации. С 21 марта по 9 июня 1946 года главнокомандующий Сухопутными войсками и заместитель министра Вооружённых Сил СССР. С 9 февраля 1955 года по 26 октября 1957 года министр обороны СССР. | комкор Маршал Советского Союза Маршал Советского Союза Маршал Советского Союза | 01.12.1896 — 18.06.1974 | [ БС 31 ] [ ГС 108 ] [ НЛ 102 ] |
| 109   | Жу́ков Григорий Никитич                                                                    | 29.05.1945                                  | генерал                      | командир 214-й стрелковой дивизии 52-й армии 1-го Украинского фронта | генерал-майор                                                                  | 25.01.1902 — 15.12.1975 | [ БС 31 ] [ ГС 109 ] [ НЛ 103 ] |
| 110   | Жу́ков Данил Алексеевич                                                                    | 27.02.1945                                  | пехота                       | командир отделения 1028-го стрелкового полка 260-й стрелковой дивизии 47-й армии 1-го Белорусского фронта | сержант                                                                        | 19.06.1925 — 31.08.1963 | [ БС 31 ] [ ГС 110 ] [ НЛ 104 ] |
| 111   | Жу́ков Иван Ефимович                                                                       | 16.02.1982                                  | авиация                      | старший инспектор-лётчик по авиационным комплексам перехвата 1-го отдела боевой подготовки авиации ПВО страны | полковник                                                                      | 31.12.1934 — 10.04.2021 | ——                              |
| 112   | Жу́ков Иван Михайлович                                                                     | 31.05.1945                                  | инженер                      | командир отделения мотористов 4-го моторизированного понтонно-мостового полка 47-й армии Белорусского фронта | старший сержант                                                                | 1906 — 1954             | [ БС 31 ] [ ГС 112 ] [ НЛ 105 ] |
| 113   | Жу́ков Иван Фёдорович                                                                      | 21.09.1943                                  | артиллерия                   | командир орудия 868-го истребительно-противотанкового артиллерийского полка РГК в составе 40-й армии Воронежского фронта | старший сержант                                                                | 1917 — 08.02.1944       | [ БС 32 ] [ ГС 113 ] [ НЛ 106 ] |
| 114   | Жу́ков Константин Иванович                                                                 | 24.03.1945                                  | танкист                      | механик-водитель танка Т-34 202-й танковой бригады 19-го танкового корпуса 51-й армии 1-го Прибалтийского фронта | старшина                                                                       | 1917 — 22.08.1944       | [ БС 32 ] [ ГС 114 ] [ НЛ 107 ] |
| 115   | Жу́ков Михаил Петрович                                                                     | 08.07.1941                                  | авиация                      | лётчик 158-го истребительного авиационного полка 39-й истребительной авиационной дивизии Северного фронта | младший лейтенант                                                              | 10.11.1917 — 12.01.1943 | [ БС 32 ] [ ГС 115 ] [ НЛ 108 ] |
| 116   | Жу́ков Николай Андреевич                                                                   | 20.04.1945                                  | морской флот                 | комендор палубный бронекатера «БК-510» дивизиона бронекатеров бригады шхерных кораблей Балтийского флота | старший матрос                                                                 | 01.08.1920 — 27.05.1984 | [ БС 32 ] [ ГС 116 ] [ НЛ 109 ] |
| 117   | Жу́ков Пётр Константинович                                                                 | 17.11.1943                                  | пехота                       | командир батальона 1339-го стрелкового полка 318-й горнострелковой дивизии 18-й армии Северно-Кавказского фронта | капитан                                                                        | 07.01.1914 — 03.06.1967 | [ БС 32 ] [ ГС 117 ] [ НЛ 110 ] |
| 118   | Жу́ков Пётр Сергеевич бел. Жукаў Пётр Сяргеевіч                                            | 24.03.1945                                  | пехота                       | командир батальона 164-го гвардейского стрелкового полка 55-й гвардейской стрелковой дивизии 28-й армии 1-го Белорусского фронта | гвардии майор                                                                  | 22.01.1921 — 22.12.1967 | [ БС 32 ] [ ГС 118 ] [ НЛ 111 ] |
| 119   | Жу́ков Роман Ванифатьевич (Жуков Роман Манифатьевич, Жуков Роман Монефонтьевич)            | 17.10.1943                                  | пехота                       | стрелок-снайпер 241-го гвардейского стрелкового полка 75-й гвардейской стрелковой дивизии 60-й армии Центрального фронта | гвардии сержант                                                                | 08.11.1924 — 24.08.1994 | [ БС 32 ] [ ГС 119 ] [ НЛ 112 ] |
| 120   | Жу́ков Степан Иванович бел. Жукаў Сцяпан Іванавіч                                          | 15.05.1946                                  | авиация                      | заместитель командира эскадрильи 58-го гвардейского штурмового авиационного полка 2-й гвардейской штурмовой авиационной дивизии 16-й воздушной армии 1-го Белорусского фронта | гвардии старший лейтенант                                                      | 01.05.1923 — 24.07.1997 | [ БС 33 ] [ ГС 120 ] [ НЛ 113 ] |
| 121   | Жу́ков Фёдор Петрович                                                                      | 21.03.1940                                  | пехота                       | стрелок 245-го стрелкового полка 123-й стрелковой дивизии 7-й армии Северо-Западного фронта | красноармеец                                                                   | 1912 — 11.02.1940       | [ БС 34 ] [ ГС 121 ] [ НЛ 114 ] |
| 122   | Жуко́вский Николай Фёдорович                                                               | 03.06.1944                                  | связисты                     | командир взвода радиосвязи 667-го стрелкового полка 218-й стрелковой дивизии 47-й армии Воронежского фронта | лейтенант                                                                      | 25.12.1918 — 23.06.1987 | [ БС 34 ] [ ГС 122 ] [ НЛ 115 ] |
| 123   | Жуко́вский Пётр Николаевич                                                                 | 10.04.1945                                  | инженер                      | командир взвода 76-го отдельного штурмового инженерно-сапёрного батальона 16-й штурмовой инженерно-сапёрной бригады РГК в составе войск 1-го Украинского фронта | младший лейтенант                                                              | 18.06.1912 — 31.01.1996 | [ БС 34 ] [ ГС 123 ] [ НЛ 116 ] |
| 124   | Жу́лов Фёдор Егорович                                                                      | 26.10.1944                                  | авиация                      | заместитель командира и штурман эскадрильи 235-го штурмового авиационного полка 264-й штурмовой авиационной дивизии 5-го штурмового авиационного корпуса 2-й воздушной армии 1-го Украинского фронта | младший лейтенант                                                              | 1919 — 23.04.1944       | [ БС 34 ] [ ГС 124 ] [ НЛ 117 ] |
| 125   | Жуля́бин Пётр Андреевич                                                                    | 24.12.1943                                  | артиллерия                   | орудийный номер 981-го зенитно-артиллерийского полка 9-й зенитно-артиллерийской дивизии РГК в составе 40-й армии 1-го Украинского фронта | ефрейтор                                                                       | 12.07.1905 — 22.10.1943 | [ БС 34 ] [ ГС 125 ] [ НЛ 118 ] |
| 126   | Жу́нин Сергей Георгиевич                                                                   | 15.08.1944                                  | партизан                     | активный участник партизанской борьбы в Белоруссии, командир 8-й партизанской бригады | полковник                                                                      | 18.08.1906 — 27.01.1977 | [ БС 34 ] [ ГС 126 ] [ НЛ 119 ] |
| 127   | Жура́вков Михаил Владимирович                                                              | 19.08.1944                                  | авиация                      | командир звена 13-го гвардейского авиационного полка 4-й гвардейской авиационной дивизии 4-го гвардейского авиационного корпуса Авиации дальнего действия | гвардии майор                                                                  | 10.09.1920 — 06.06.1969 | [ БС 34 ] [ ГС 127 ] [ НЛ 120 ] |
| 128   | Журавлёв Александр Григорьевич                                                            | 17.10.1943                                  | артиллерия                   | командир огневого взвода 167-го гвардейского лёгкого артиллерийского полка 3-й гвардейской лёгкой артиллерийской бригады 1-й гвардейской артиллерийской дивизии прорыва РГК в составе 60-й армии Центрального фронта | гвардии младший лейтенант                                                      | 30.06.1910 — 15.08.2010 | [ БС 35 ] [ ГС 128 ] [ НЛ 121 ] |
| 129   | Журавлёв Алексей Васильевич                                                               | 24.03.1945                                  | пехота                       | командир батальона 132-го гвардейского стрелкового полка 42-й гвардейской стрелковой дивизии 40-й армии 2-го Украинского фронта | гвардии капитан                                                                | 04.10.1913 — 28.02.1958 | [ БС 36 ] [ ГС 129 ] [ НЛ 122 ] |
| 130   | Журавлёв Андриян Лукич                                                                    | 13.11.1943                                  | инженер                      | командир отделения сапёрного взвода 520-го стрелкового полка 167-й стрелковой дивизии 38-й армии Воронежского фронта | сержант                                                                        | 05.05.1913 — 31.03.1966 | [ БС 36 ] [ ГС 130 ] [ НЛ 123 ] |
| 131   | Журавлёв Василий Артёмович укр. Журавльов Василь Артемович                                | 23.02.1948                                  | авиация                      | штурман 339-го бомбардировочного авиационного полка 22-й гвардейской бомбардировочной авиационной дивизии 3-го гвардейского бомбардировочного авиационного корпуса 18-й воздушной армии | майор                                                                          | 23.01.1913 — 19.01.2001 | [ БС 36 ] [ ГС 131 ] [ НЛ 124 ] |
| 132   | Журавлёв Иван Петрович                                                                    | 07.04.1940                                  | авиация                      | командир эскадрильи 85-го авиационного полка особого назначения ВВС Северо-Западного фронта | майор                                                                          | 19.10.1905 — 03.05.1989 | [ БС 36 ] [ ГС 132 ] [ НЛ 125 ] |
| 133   | Журавлёв Лаврентий Степанович                                                             | 10.04.1945                                  | пехота                       | командир пулемётного взвода 248-го стрелкового полка 31-й стрелковой дивизии 52-й армии 1-го Украинского фронта | лейтенант                                                                      | 10.08.1905 — 25.01.1945 | [ БС 37 ] [ ГС 133 ] [ НЛ 126 ] |
| 134   | Журавлёв Пётр Алексеевич                                                                  | 23.09.1944                                  | пехота                       | командир взвода 1180-го стрелкового полка 350-й стрелковой дивизии 13-й армии 1-го Украинского фронта | младший лейтенант                                                              | 10.05.1919 — 19.06.1991 | [ БС 38 ] [ ГС 134 ] [ НЛ 127 ] |
| 135   | Журавлёв Степан Михайлович                                                                | 11.04.1940                                  | артиллерия                   | командир батареи 513-го стрелкового полка 113-й стрелковой дивизии 7-й армии Северо-Западного фронта | лейтенант                                                                      | 21.07.1913 — 1948       | ——                              |
| 136   | Журба́ Иван Макарович укр. Журба Іван Макарович                                            | 03.06.1944                                  | пехота                       | командир роты 23-й гвардейской мотострелковой бригады 7-го гвардейского танкового корпуса 3-й гвардейской танковой армии 1-го Украинского фронта | гвардии младший лейтенант                                                      | 13.09.1915 — 12.07.1962 | [ БС 38 ] [ ГС 136 ] [ НЛ 128 ] |
| 137   | Журба́ Иван Тимофеевич укр. Журба Іван Тимофійович                                         | 23.02.1945                                  | авиация                      | командир звена 237-го штурмового авиационного полка 305-й штурмовой авиационной дивизии 14-й воздушной армии 3-го Прибалтийского фронта | старший лейтенант                                                              | 06.07.1923 — 23.08.1983 | [ БС 38 ] [ ГС 137 ] [ НЛ 129 ] |
| 138   | Журба́ Павел Павлович                                                                      | 10.01.1944                                  | инженер                      | командир отделения 132-го отдельного сапёрного батальона 38-й стрелковой дивизии 40-й армии Воронежского фронта | красноармеец                                                                   | 06.03.1916 — 1989       | [ БС 38 ] [ ГС 138 ] [ НЛ 130 ] |
| 139   | Жури́ло Иван Антонович укр. Журило Іван Антонович                                          | 24.03.1945                                  | инженер                      | командир отделения 20-го сапёрного батальона 99-й стрелковой дивизии 46-й армии 2-го Украинского фронта | старший сержант                                                                | 07.11.1923 — 07.09.1990 | [ БС 38 ] [ ГС 139 ] [ НЛ 131 ] |
| 140   | Жуче́нко Григорий Прокофьевич укр. Жученко Григорій Прокопович                             | 23.02.1945                                  | авиация                      | командир эскадрильи 237-го штурмового авиационного полка 305-й штурмовой авиационной дивизии 14-й воздушной армии 3-го Прибалтийского фронта | старший лейтенант                                                              | 25.12.1922 — 25.05.2016 | [ БС 39 ] [ ГС 140 ] [ НЛ 132 ] |
| 141   | Жуче́нко Павел Данилович укр. Жученко Павло Данилович                                      | 24.12.1943                                  | артиллерия                   | командующий артиллерией 52-го стрелкового корпуса 40-й армии Воронежского фронта | полковник                                                                      | 14.01.1904 — 21.02.1965 | [ БС 40 ] [ ГС 141 ] [ НЛ 133 ] |
| 142   | Жучко́в Порфирий Иванович                                                                  | 15.05.1946                                  | комиссар                     | агитатор 986-го стрелкового полка 230-й стрелковой дивизии 5-й ударной армии 1-го Белорусского фронта | старший лейтенант                                                              | 29.10.1912 — 27.04.1945 | [ БС 40 ] [ ГС 142 ] [ НЛ 134 ] |
| 143   | Жучко́в Тихон Свиридович бел. Жучкоў Ціхан Свірыдавіч                                      | 06.03.1945                                  | авиация                      | заместитель командира эскадрильи 3-го гвардейского истребительного авиационного полка 1-й гвардейской истребительной авиационной дивизии ВВС Балтийского флота | гвардии старший лейтенант                                                      | 04.07.1922 — 09.03.1987 | [ БС 40 ] [ ГС 143 ] [ НЛ 135 ] |